# Druhé oddělení Hlavního štábu
Druhé oddělení hlavního štábu (též generálního štábu) byla vojenská zpravodajská služba Československé republiky působící v letech 1919–1939. Druhé oddělení HŠ plnilo funkci zpravodajské služby s vnějším (též ofenzivním, rozvědným, špionážním) i vnitřním (obranným, bezpečnostním, kontrarozvědným, kontrašpionážním) polem působnosti. K jeho hlavním úkolům patřilo získávání informací o vojenském ohrožení republiky, získávání informací vojenského charakteru o armádách, jež by mohly republiku ohrožovat a též bránit pronikání cizích rozvědných služeb do vojenských struktur Československé republiky a úniku informací strategického charakteru.

## Historie

### Založení
28. října 1918 byla vyhlášena samostatná Československá republika. Ta se krátce po svém vzniku stala terčem verbálních útoků zejména ze strany sudetských Němců, jejichž domov se náhle ocitl v Československu. Nezanedbatelné byly i obavy z pokusů o restauraci zaniklého Rakousko-Uherska a konečně i nebezpečí hrozící z Maďarska, které se cítilo poškozeno a poníženo ztrátou Horních Uher (Slovenska) a jejich začleněním do Československé republiky. Tyto země záhy začaly zpravodajsky působit proti ČSR; již v lednu 1919 byli policií zatčeni a následně vypovězeni z republiky německý konzul von Gebsattel a vicekonzul Schwarz obvinění ze špionáže a propagandy proti ČSR.
Na začátku roku 1919 působilo vojenské zpravodajství při III. vojenském odboru A ministerstva národní obrany. V květnu téhož roku, po vytvoření Hlavního štábu československé branné moci se vojenské zpravodajství stalo 3. oddělením tohoto útvaru. Později, podle francouzského vzoru bylo přejmenováno na 2. oddělení.
Prvním přednostou druhého oddělení hlavního štábu se stal mjr. gšt. Čeněk Haužvic, bývalý vedoucí zpravodajského oddělení rakouské vojenské vlády v Lublinu. Jeho zástupcem (a později i vedoucím pátrací skupiny) se stal major italských legií Mojmír Soukup. Vedoucím kontrašpionážního oddělení se v únoru 1920 stal Vladimír Vaněk. Vedoucím kryptologického oddělení se stal Jan Ropek. Od roku 1928 potom tuto sekci vedl Josef Růžek. Informace získávalo druhé oddělení vesměs od zpravodajských důstojníků divizí, zemských velitelství a vojenských atašé.

### Činnost 1919–1929
Kromě Rakouska, Německa a Maďarska sváděla kontrarozvědná sekce druhého oddělení boj s polskými pokusy o přeshraniční špionáž (přičemž ale rozvědná sekce druhého oddělení do Polska posílala své agenty). Nejčastějšími agenty Maďarska a Německa byli příslušníci národnostních menšin, kteří tuto činnost vesměs vnímali jako službu své pravé vlasti.
Rozvědná sekce druhého oddělení se snažila získávat své agenty zejména mezi maďarskými důstojníky, do Rakouska a Německa vysílala najaté agenty často nevalné úrovně. Ovšem systematicky začala proti Německu pracovat až začátkem 30. let.
V roce 1917 v sovětském Rusku vznikla tajná policie Čeka a v roce 1920 sovětská rozvědka (zahraniční oddělení) (Innostrannyj otděl – INO NKVD), které začaly vysílat své agenty do zahraničí, včetně ČSR. Později k nim přibyli i agenti zahraničního oddělení Kominterny. Čeka byla později přejmenována na GPU, OGPU a NKVD, RU RKKA. Agenti těchto služeb se v prvních letech snažili zejména vyvíjet snahu ve prospěch sovětské teze na vyvolání celosvětové revoluce. V roce 1920 bylo v Praze zřízeno první sovětské zastoupení v ČSR; jednalo se o misi Červeného kříže, která však od začátku začala vyvíjet činnost zaměřenou jak na bělogvardějskou emigraci, tak proti Československu, financovala radikální levicové skupiny a úzce spolupracovala s komunisty. Druhé oddělení její činnost sledovalo a po rozluštění sovětské radiové šifry v roce 1921 četlo i jejich radiodepeše do Moskvy. Přesto nebylo Československo cílovou, ale spíše tranzitní zemí pro agenty sovětských zpravodajských služeb. Svou činnost mise ukončila v roce 1922 a od roku 1923 se v Praze usídlila sovětská diplomatická mise.
V roce 1923 vstoupil v platnost zákon na ochranu republiky, podle kterého bylo možné za prokázanou špionáž vyměřit mnohaleté tresty těžkého žaláře, za prozrazení tajných a přísně tajných dokumentů mohl být rozsudkem trest smrti.

### Činnost 1930–1939
V roce 1930 vznikla (podle polského vzoru) první Předsunutá agenturní ústředna (PAÚ). Své sídlo měla v Liberci, krycí jméno měla Teta, vedoucím byl František Fárek. Další PAÚ vznikla o něco později v Ústí nad Labem, jejím šéfem se stal št. kapitán Ludvík Novotný. Další PAÚ vznikly v Karlových Varech a Chomutově.
Začátkem 30. let zaznamenalo druhé oddělení zesílený zájem sovětských zpravodajských služeb o průmyslovou výrobu, zejména v brněnské Čs. zbrojovce, akc.spol., pražské ČKD a plzeňské Akciové společnosti, dř. Škodovy závody, které se zabývaly vojenskou výrobou. Sovětští agenti projevovali zájem zejména o technologie, ale i to, kam je produkce těchto továren vyvážena. V roce 1933 byl podán návrh na zřízení zvláštní protišpionážní služby pracující přímo v podnicích se strategickou výrobou. Byl však zamítnut s odůvodněním, že v mnoha továrnách jsou ve vedení Němci a činnost takové služby by narážela na nepřekonatelné problémy.
S nástupem plukovníka Šimona Drgáče došlo k reorganizaci druhého oddělení HŠ. Špionážní činnost se ve větší míře zaměřila na Německo, kde se k moci dostal Adolf Hitler. Do té doby byla rozvědná (ofenzivní) činnost zanedbávána, zpravodajští důstojníci u útvarů, ale i na úrovni divizí a pluků navíc podléhali (kromě zpravodajských oddělení zemských velitelství) i svým bezprostředním velitelům, kteří jim zadávali další, se zpravodajskou činností nesouvisející úkoly. Na Drgáčův rozkaz byla založena sekce P-1 zvláštní výzvědné zpravodajství.
Za další přelom v činnosti druhého oddělení je považován příchod pplk. gšt. Františka Moravce do funkce přednosty pátracího oddělení v září 1934. Jeho bývalí spolupracovníci se shodovali, že ačkoliv byl... sebevědomý, samolibý, intrikář a cynik s neurvalým chováním....
, ... přivedl zpravodajskou službu na vysokou úroveň....
Po Drgáčově příchodu došlo k otevření dalších PAÚ; v České Lípě, Trutnově, Moravské Ostravě, Bratislavě a Košicích. Koncem roku 1934 proběhla reorganizace celého systému výzvědné činnosti, podle kterého byla ukončena zpravodajská činnost na úrovni divizí, brigád a pluků a přesunula se na Zemská vojenská velitelství a PAÚ.
V zimě 1935 – 1936 došlo k dokončení výstavby základní sítě PAÚ. Jednotlivé ústředny byly označovány krycími názvy.:
- Pražské velitelství – Alois (Trutnov, později Hradec Králové), Antonín (Česká Lípa), Apis (Most), Aron (Klatovy, později Plzeň), Azev (České Budějovice)
- Brněnské velitelství – Ladislav (Moravská Ostrava), Loppe (Frývaldov), Ludvík (Břeclav)
- Bratislavské velitelství – Radomil (Bratislava), Richard (Lučenec, později Zvolen), Rudolf (Žilina)
- Košické velitelství – Václav (Košice), Viktor (Rimavská Sobota), Vojtěch (Prešov)

Přímo pod druhé oddělení HŠ spadaly: Táňa (Karlovy Vary), Teta (Litoměřice), Tosca (Jičín)
Došlo ke zvyšování úrovně zpravodajských důstojníků; byli lépe vybavováni (včetně služebních vozidel), procházeli zpravodajskými kurzy, vyžadovala se přísná konspirace, byly vytvářeny konspirační (utajené) byty, ve kterých se agenti scházeli se svými řídícími důstojníky. Bylo zavedeno jednotné kódové označení získaných agentů, aby bylo možné okamžitě zjistit, pro kterou ústřednu pracují a nemuselo přitom dojít k jejich prozrazení (např. pro ústředí pracující agenti byli označováni jako A-1 až 499).
Od roku 1935 pod dojmem zvyšujícího se ohrožení republiky ze strany Německa začalo druhé oddělení intenzivně spolupracovat se sovětskou vojenskou zpravodajskou službou GRU. Po podepsání československo-sovětské smlouvy v květnu 1935 došlo k rozvinutí spolupráce na armádní úrovni. ČSR přestala být pro sovětskou rozvědku hlavním cílem (přestože zde nadále udržovala agenturní síť) a stala se "bezpečným předpolím", tj. výchozím prostorem pro akce v Německu, západní Evropě a dále pak i v Severní Americe. Zároveň došlo k utlumení pokusů o průmyslovou špionáž, neboť české zbrojovky dodávaly své výrobky do SSSR a v českých továrnách se školili sovětští specialisté. 27. května 1936 bylo v Praze zřízena společná československo-sovětská zpravodajská ústředna namířená proti Německu. Nesla název VONAPO 20 (Vojennyj nabljudatělnyj post) a jejím šéfem se stal št. kapitán Karel Paleček. Zároveň se začaly konat společné zpravodajské konference zřízené za účelem výměny zpravodajských informací (uskutečnily se dvě). Kromě těchto konferencí ale výměna informací probíhala pouze jednosměrně; z Prahy do Moskvy. Rusové žádné informace neposkytovali.
V roce 1937 VONAPO 20 pomáhal organizovat transport sovětských důstojníků a specialistů do občanskou válkou zmítaného Španělska. Spolupráce se sovětskými zpravodajci zároveň znamenala ukončení spolupráce s polskými zpravodajskými službami; Poláci podezřívali Čechy, že poskytují sovětům československé území pro špionáž proti Polsku.
V únoru 1936 byl přednostou druhého oddělení jmenován plk. František Hájek. Pod jeho vedením bylo dokončeno zřizování dvou zpravodajských ústředen mimo území ČSR; ve Švýcarsku a v Holandsku. Zároveň koncem roku 1936 proběhla další reorganizace druhého oddělení HŠ; druhá oddělení při Zemských vojenských velitelstvích byla zrušena a místo nich byla zřízena Výzvědná střediska (VS), která podléhala přímo druhému oddělení HŠ.
V letech 1935–1939 došlo k velkému nárůstu zpravodajské činnosti Německa proti Československu. Abwehr využíval zejména příslušníky německé národnostní menšiny, kteří špionáž pro Německo chápali v mnoha případech jako svou vlasteneckou povinnost a byli získáváni pro tuto činnost takřka masově.
To se ukázalo zejména v období budování československých pohraničních opevnění, která vznikala převážně na území Sudet. O výstavbě a rozmístění byl Abwehr podrobně informován. Jejich agenti se s úspěchem infiltrovali i do některých PAÚ a jejich činnost ochromovali. Bylo konstatováno, že druhé oddělení HŠ není schopno se bránit proti ofenzivě cizích špionů.
V roce 1937 podepsal Hitler plán na vojenské obsazení Československa. Ten se druhému oddělení HŠ podařilo získat. Českoslovenští vojenští zpravodajci měli zároveň velmi dobrý přehled o struktuře a vybavenosti wehrmachtu včetně početních stavů a vojenské strategii. Navíc díky spojenecké výměně informací získali od Francie německé mobilizační plány.
12. března 1938 obsadil wehrmacht Rakousko (tzv. anšlus). To vyvolalo v druhém oddělení HŠ rozčarování, neboť čs. zpravodajci neměli o celé akci ani tušení (zaznamenali pouze zvýšené přesuny německých divizí, které nechápali). To vyvolalo otázky, zda by tato zpravodajská organizace neselhala při opravdovém ohrožení Československa. Obranu Rakouska proti pronikání cizích zpravodajských služeb (včetně československých) převzal Abwehr. V krátké době došlo k prozrazení celé agenturní sítě vybudované druhým oddělením HŠ a hromadnému zatýkání agentů pracujících pro Československo. Československá vojenská špionáž tak ztratila přístup ke strategickým informacím životně důležitých v době, kdy německá vojska stála na nechráněné jižní hranici republiky.
Po reorganizaci v roce 1938 došlo ke změně výzvědných středisek (VS) na Agenturní pátrací střediska (APS):
- APS I – Praha (podléhaly Pátrací agenturní ústředny (PAÚ) v Hradci Králové, Turnově, Lounech, Plzni a Českých Budějovicích
- APS II – Brno (PAÚ Brno, Olomouc, Prešov) později přestěhované do Žiliny
- APS III – Bratislava (PAÚ Bratislava, Levice, Lučenec a Košice) později přestěhované do Banské Bystrice[11]

Hlavním nedostatkem byla prakticky neexistující vybavenost klíčových agentů vysílačkami (těmi byly vybaveny pouze zahraniční expozitury v Bernu a Haagu).
20. května 1938 zachytilo druhé oddělení zprávy o zvýšených přesunech německých jednotek směrem k hranicím. Ty byly vyhodnoceny jako přípravy na vojenské obsazení Československa a s tím předány náčelníkovi štábu a posléze i prezidentu republiky E. Benešovi. Na základě těchto informací byla večer vyhlášena částečná mobilizace a vojenské jednotky obsadily pohraničí. Záhy se ale ukázalo, že se jednalo o mylnou informaci (druhé oddělení se pravděpodobně stalo obětí německé dezinformace). Mobilizace byla ale Hitlerem využita propagandisticky; šlo prý o zastrašování sudetských Němců před komunálními volbami. Hlavní chybou ale bylo, že tím došlo k částečnému prozrazení mobilizačního plánu československé armády.
Po vyhlášení druhé mobilizace 23. září 1938 a obsazení pohraničních pevností československou armádou přešlo druhé oddělení HŠ na válečný režim podle mobilizačních plánů, neboť se očekával útok německého letectva. Zpravodajští důstojníci se přesunuli do Vyškova, kde bylo zřízeno válečné stanoviště druhého oddělení. V průběhu dalších dní získávali zpravodajci informace o soustřeďování německých vojsk na hranicích s Československem. 30. září 1938 bylo ale oficiálně oznámeno znění Mnichovské dohody. Druhé oddělení se vrátilo zpět do Prahy.
1. října 1938 začal Wehrmacht obsazovat území Sudet. Druhé oddělení muselo narychlo likvidovat svá zpravodajská střediska a agentury. V polovině října téhož roku bylo československé vládě nadiktováno dalších 21 požadavků, mimo jiné redukce všech složek armády, tedy i vojenského zpravodajství. Druhé oddělení muselo ukončit agenturní (výzvědnou) činnost proti Německu, což velitel pátrací skupiny gen. Moravec oficiálně provedl, nicméně ve skutečnosti tato činnost v konspiraci pokračovala.
Došlo ovšem k nenahraditelným ztrátám agentů, kteří předávali důležité informace. Jako nový zdroj informací se ukázal odposlech velvyslanectví; 29. října byla zřízena odposlouchávací služba O, která monitorovala telefonní linky velvyslanectví Německa, Francie, Anglie, Maďarska, Itálie, Polska, SSSR, Rumunska a Srbska.
Koncem roku 1938 proběhla další reorganizace, která měla definitivně splnit podmínky kladené Mnichovskou dohodou. Byla zrušena všechna PAÚ a místo nich vzniklo Agenturní pátrací středisko proti Německu (APÚN). Činnost střediska měla být v maximální míře zakonspirována, přičemž byla předem vyloučena spolupráce s policií a četnictvem.
2. ledna 1939 byl na nátlak z německé strany uvolněn z funkce přednosty druhého oddělení HŠ plk. Hájek. Na jeho místo byl dočasně jmenován plk. Moravec. Jmenování Moravce přednostou ale jen prohloubilo napětí, neboť mezi ním a vedoucím studijního oddělení Havlem panovalo otevřené nepřátelství.
Od začátku března 1939 získávalo druhé oddělení informace o připravovaném obsazení zbytku Československa. Tyto informace získali českoslovenští zpravodajci jak z vlastních zdrojů, tak i od cizích zpravodajců (např. Britů). 11. března bylo potvrzeno datum 15. března jako den útoku proti zbytku Československa. Tuto informaci druhé oddělení získalo od jednoho ze svých nejlepších agentů, A-54. Tato informace byla následně předána členům vlády. Zároveň se rozeběhly přípravy na odchod zpravodajců z republiky. Úřadující přednosta plk. Moravec přijal nabídku britské SIS na přesun do Anglie. Bylo vybráno 12 důstojníků, kteří měli republiku opustit, aby ve zpravodajské činnosti pokračovali v zahraničí. Klíčem pro jejich výběr byla znalost důležitého agenta A-54. 14. března odpoledne opustili v letadle společnosti KLM republiku.
V úřadovně druhého oddělení HŠ nadále pokračovala likvidace spisového materiálu, archivů a technických pomůcek, aby nedošlo k jejich zabavení nepřítelem. V 7 hodin ráno 15. března 1939 zahájila německé armáda obsazování zbytku Čech a Moravy a v 10 hodin se do kanceláří druhého oddělení dostavili důstojníci Abwehru, aby zabavili spisový materiál. Nenašli zde prakticky nic. Činnost druhého oddělení HŠ byla ukončena.

## Struktura
Struktura z konce dvacátých let:
- Skupina A - studijní
  - vyhodnocování zpráv od skupin A a B
- Skupina B - pátrací
  - špionáž a kontrašpionáž
- Skupina C - zahraniční
  - vojenští atašé
- Skupina D - pomocný úřad

Struktura po reorganizaci v roce 1934.
- Skupina A - studijní
  - německá sekce
  - maďarská sekce
  - rakouská sekce
  - rusko-polská sekce
  - letecký průzkum
- Skupina B - pátrací
  - P-1 - výzvědná sekce (špionáž)
  - P-2 - obranná sekce (kontrašpionáž)
- Skupina C - zahraniční
  - vojenští atašé
- Skupina D - pomocný úřad

Struktura po reorganizaci v roce 1936
- Skupina A - studijní
  - základní sekce
  - německá sekce
  - maďarská sekce
  - rakouská sekce
  - balkánská sekce
  - západní sekce
  - východní sekce
  - letecko - goniometrická sekce
- Skupina B - pátrací
  - P-1 - výzvědná sekce (špionáž)

(po reorganizaci sekce P-1 přímo řídila druhá oddělení na úrovni Zemských voj. velitelství)
- - P-2 - obranná sekce (kontrašpionáž)
  - P-4 - kryptologická sekce (od roku 1937)
- Skupina C - zahraniční
  - vojenští atašé
- Skupina D - pomocný úřad

Informace druhé oddělení HŠ získávalo od specializovaných důstojníků jednotlivých divizí, dále od vojenských atašé. Zároveň získávalo vlastní agenty, kteří plnili krátkodobé či dlouhodobé úkoly.

## Přednostové
- mjr. gšt. Čeněk Haužvic (1921 - 1922)
- neobsazeno (1922 - 1924)
- plukovník Miloš Žák (1924 - )
- podplukovník František Kamm ( - 1927)
- plukovník Vladimír Chalupa (1929 - 1934)
- plukovník Šimon Drgáč (1934 - 1936)
- plukovník František Hájek (1936 - 1939)
- plukovník František Moravec (1939) (jako prozatímní přednosta)

## Činnost sekcí

### Studijní (analytické)
Řídila vyhledávání zpráv o nepřátelských armádách či armádách, které by jako nepřátelské mohly připadat v úvahu v případě válečného konfliktu. Došlé zprávy odborně zpracovávat.

### Pátrací
Dělila se na ofenzivní (špionážní) a o obranné (kontrašpionážní) oddělení.
- Úkolem ofenzivního oddělení bylo získávání informací o vojenském ohrožení mající původ v zahraničí. Oddělení se zajímalo především o informace týkajících se armád, politiky a hospodářství, se zvláštním zřetelem na výcvik, organizaci, výzbroj a mobilizační plány. Tyto informace se získávaly cestou agenturní sítě umístěné zpravidla na cizím území. Další oblastí zájmu byla výroba a vývoj zbraní a umístění vojenských útvarů a zařízení.
- Obranné oddělení se snažilo bránit průniku cizích zpravodajských služeb do struktury čs. armády a do oblastí významných pro zabezpečení obrany Československa (např. zbrojní výroba či výstavba vojenských objektů). Oddělení užívalo stejných metod práce jako ofenzivní, ale působilo zejména na vlastním území.[12]

### Kryptologická
Zajišťovala utajené spojení centrály s agenty v zahraničí (šifrování zpráv). Dešifrování zachycených zpráv německé armády. K tomu byla využívána síť odposlouchávacích stanic.

### Technická skupina
Zabývala se radiotechnikou, fotografií a chemií (vývoj radiotelegrafní techniky pro zpravodajské účely, odposlouchávací techniky, tajných inkoustů, technik pro čtení či zhotovování kopií zpráv z neotevřených dopisů).

### Letecká sekce
Důstojník této sekce létal na pravidelných linkách přes Německo a zaznamenával nové stavby, později byly tyto poznatky zkoumány s cílem zaznamenat vznik nových vojenských staveb (např. letišť).